# Park Hyung-soo
Park Hyung-soo (en hangul, 박형수; nacido el 3 de diciembre de 1980) es un actor de cine y televisión surcoreano.

## Vida personal
Park se casó en Seúl el 6 de abril de 2019 con una persona ajena al mundo del espectáculo.

## Carrera
Park Hyung-soo comenzó sus estudios universitarios en economía, pero renunció a terminar la carrera cuando estaba en el tercer curso, y se matriculó en el Instituto de las Artes de Seúl, donde se graduó en el Departamento de Teatro. Debutó en 2008 con el musical Subway Line 1.
En 2015 protagonizó el cortometraje Bargain, dirigido por Lee Choong-hyun, que se presentó en la sección competitiva del Festival Internacional de Cine de Busan y llegó a la final del Festival de Cine Blue Dragon.
En marzo de 2016 firmó un contrato de representación exclusiva con la agencia J-Wide Company; cuando expiró, en febrero de 2019, pasó a Prain TPC, y renovó con esta misma agencia en noviembre de 2022.
Su trabajo en la exitosa Confidential Assignment (2017) como un ejecutivo del Servicio de Inteligencia Nacional fue calificado de notable por parte de la crítica, que lo consideraba uno de los actores emergentes del momento, gracias además a sus sólidas bases cultivadas en los escenarios teatrales.
Tras una trayectoria de varios años por los escenarios de teatro y platós cinematográficos, en 2017 debutó en televisión con la serie Prison Playbook. Su papel fue el del jefe Na, un carcelero frío y despiadado. Con este trabajo se dio a conocer por el público también en este ámbito.
A principios de 2023 el actor aparecía simultáneamente en la serie El interés del amor, con el papel de un jefe de equipo en la sucursal bancaria que es escenario de la obra, y en la película The Point Men, como un funcionario del Ministerio de Asuntos Exteriores que se une al grupo de negociadores.

## Filmografía

### Cine
| Año  | Título                                   | Hangul               | Papel                                                   | Notas        | Ref.          |
| ---- | ---------------------------------------- | -------------------- | ------------------------------------------------------- | ------------ | ------------- |
| 2012 | Perfect Number                           | 용의자X              | Miembro del equipo de investigación                     |              |               |
| 2013 | Way Back Home                            | 집으로 가는 길       | Detective de la Oficina del Fiscal del Distrito de Seúl |              |               |
| 2014 | Tabloid Truth                            | 찌라시: 위험한 소문  | Presentador de la reunión de información                |              |               |
| 2015 | Bargain                                  | 몸값                 | Hombre de media edad                                    | Cortometraje | [ 6 ] [ 12 ]  |
| 2016 | Seoul Searching                          | 서울 캠프 1986       | Gánster                                                 |              |               |
| 2017 | Confidential Assignment                  | 공조                 | Ejecutivo del Servicio de Inteligencia                  |              | [ 5 ] [ 8 ]   |
| 2017 | Ordinary Person                          | 보통사람             | Agente                                                  |              | [ 13 ] [ 14 ] |
| 2017 | One Line                                 | 원라인               | Secretario Han                                          |              | [ 4 ] [ 6 ]   |
| 2017 | The King's Case Note                     | 임금님의 사건수첩    | Oficial                                                 |              |               |
| 2017 | Heart Blackened                          | 침묵                 | Taxista                                                 |              |               |
| 2017 | The Chase                                | 반드시 잡는다        | Bae Doo-shik                                            |              | [ 15 ] [ 16 ] |
| 2018 | Illang: La brigada del lobo              | 인랑                 | Barbero                                                 |              |               |
| 2018 | The Negotiation                          | 협상                 | Agente del NIS                                          |              |               |
| 2018 | Swing Kids                               | 스윙키즈             | Intérprete                                              |              | [ 17 ]        |
| 2019 | Hit-and-Run Squad                        | 뺑반                 | Choi Kyung-joon                                         |              |               |
| 2019 | The Bad Guys: Reign of Chaos             | 나쁜 녀석들: 더 무비 | Park Sung-tae                                           |              | [ 18 ]        |
| 2020 | Secret Zoo                               | 해치지않아           | Abogado Song                                            |              | [ 19 ]        |
| 2020 | El teléfono                              | 콜                   | Voz masculina                                           |              |               |
| 2021 | Perhaps Love                             | 장르만 로맨스        | Seung-min                                               |              | [ 20 ]        |
| 2022 | Kingmaker                                | 킹메이커             | Jeong-hyeon                                             |              | [ 21 ] [ 22 ] |
| 2022 | Confidential Assignment 2: International | 공조2: 인터내셔날    | Agente del NIS                                          |              | [ 23 ] [ 24 ] |
| 2023 | The Point Men                            | 교섭                 | Park Jeon-ryak                                          |              | [ 11 ] [ 25 ] |
| 2023 | Dream                                    | 드림                 | Jefe Kim                                                |              | [ 26 ]        |

### Series de televisión
| Año  | Título                                                             | Papel          | Canal    | Notas                     | Ref.                |
| ---- | ------------------------------------------------------------------ | -------------- | -------- | ------------------------- | ------------------- |
| 2017 | Prison Playbook                                                    | Na Hyung-soo   | tvN      |                           | [ 27 ]              |
| 2018 | After the Rain                                                     | Bong-soo       | KBS      | 2 episodios               | [ 28 ]              |
| 2019 | Arthdal Chronicles Part 1: The Children of Prophecy                | Gil-seon       | tvN      |                           | [ 29 ] [ 3 ] [ 30 ] |
| 2019 | Arthdal Chronicles Part 2: The Sky Turning Inside Out, Rising Land | Gil-seon       | tvN      |                           | [ 29 ] [ 3 ] [ 30 ] |
| 2019 | Be Melodramatic                                                    | Presidente So  | JTBC     |                           | [ 31 ] [ 32 ]       |
| 2019 | Arthdal Chronicles Part 3: The Prelude To All Legends              | Gil-seon       | tvN      |                           | [ 33 ]              |
| 2019 | Aterrizaje de emergencia en tu corazón                             | Yoon Sae-hyung | tvN      |                           | [ 34 ]              |
| 2020 | Pasillos de hospital                                               | Abogado Pyeon  | tvN      |                           | [ 35 ]              |
| 2020 | Amanza                                                             | Hyeong-joo     | Kakao TV | Serie web                 |                     |
| 2021 | The Devil Judge                                                    | Go In-Gook     | tvN      |                           | [ 36 ]              |
| 2021 | Happiness                                                          | Gook Hae-sung  | tvN      |                           | [ 37 ] [ 38 ]       |
| 2022 | Bargain                                                            | Kwak Hee-sook  | TVING    | Serie web                 | [ 12 ]              |
| 2022 | El interés del amor                                                | Lee Gu-il      | JTBC     |                           | [ 39 ] [ 40 ]       |
| 2024 | Chaebol X Detective                                                | Cheon Tae-jun  | SBS      | Aparición especial, ep. 3 | [ 41 ]              |
| 2025 | The Art of Negotiation                                             | Kang Sang-bae  | JTBC     |                           | [ 42 ] [ 43 ]       |
| 2025 | Law and the City                                                   | Na Kyung-min   | tvN      |                           | [ 44 ]              |
| 2025 | El sinuoso camino del derecho                                      | Hong Do-yoon   | JTBC     |                           | [ 45 ]              |

## Escenarios

### Teatro musical
| Año  | Título      | Hangul       | Papel              | Ref.  |
| ---- | ----------- | ------------ | ------------------ | ----- |
| 2008 | Subway 1    | 지하철 1호선 |                    | [ 6 ] |
| 2009 | Wash        | 빨래         | Chico de panadería |       |
| 2010 | Rock Sitter | 락시터       | Varios personajes  |       |

### Teatro
| Año  | Título             | Hangul        | Papel             | Ref.          |
| ---- | ------------------ | ------------- | ----------------- | ------------- |
| 2011 | Rooftop Cat        | 옥탑방 고양이 | Gato en la azotea | [ 46 ] [ 47 ] |
| 2011 | Terrifying Scandal | 기막힌스캔들  | Woo-jin           |               |
| 2012 | Comedy Number One  | 코미디 넘버원 | Ginam             |               |

## Vídeos musicales
| Año  | Título                               | Artista        | Duración | Ref.   |
| ---- | ------------------------------------ | -------------- | -------- | ------ |
| 2016 | The Signal of One Billion Light-Year | Lee Seung-hwan | 6:44     | [ 48 ] |